# توماس سميث (عسكري أمريكي)
توماس سميث (بالإنجليزية: Thomas Smith)‏ هو عسكري أمريكي، ولد في 1838 في إنجلترا في المملكة المتحدة، وتوفي في 22 أكتوبر 1905.